# Georg Friedrich Rebmann
Georg Friedrich Rebmann (ur. 24 listopada 1768 w Sugenheim, zm. 16 września 1824 w Wiesbaden) – niemiecki publicysta oświeceniowy.
Jako zwolennik rewolucji francuskiej prześladowany, często zmieniał miejsce zamieszkania (Drezno, Paryż, Zweibrucken). Wydawca czasopism, takich, jak Obscuranten-Almanach (1798-1801), które było w Niemczech na indeksie. W dowcipnej publicystyce z elementami ironii piętnował stosunki społeczno-polityczne, jakie panowały w państewkach niemieckich. Występował przeciwko rozbiorom Polski i opowiadał się za rewolucją w Moguncji. W satyrycznej powieści Hans Kiekindiewelts Reisen in alle vier Weltteile (1795) oraz w jej kontynuacjach ukazał opłakane stosunki w Niemczech i potępił ucisk kolonialny. Charakterystyczną metodą pisarską Rebmanna było włączenie do beletrystyki i publicystyki dokumentów politycznych i literackich.